# João de Bettencourt de Vasconcelos
João de Bettencourt de Vasconcelos (século XVI) foi cavaleiro da ordem de Cristo.

## Biografia
Nasceu na ilha da Madeira, foi com seu pai para a ilha Terceira, Açores, onde foi degolado, em princípios de Março de 1582, na Praça Velha da cidade de Angra, por ser partidário de Filipe II de Espanha. Foi casado com D. Maria de Vasconcelos da Câmara, a qual foi agraciada pelo dito monarca, em 1583, com 100$000 réis (moeda da altura) de tença.
João de Bettencourt de Vasconcelos e D. Maria de Vasconcelos da Câmara:
1 - Vital de Bettencourt de Vasconcelos, casou quatro vezes, a primeira com D. Maria da Silveira Borges, a segunda com D. Inês Ferreira de Melo, a terceira com D. Izeu Pacheco Abarca, a quarta com em 5 de Fevereiro de 1622, com D. Agueda de Freitas de Quadros, da ilha Graciosa, a qual era já viúva de Diogo Sequeira.
2 - João de Bettencourt, que foi clérigo e religioso da Companhia de Jesus.
3 - Jorge de Lemos de Bettencourt.
4 - D. Margarida de Bettencourt de Vasconcelos, que casou com Luís Pereira de Lacerda.